# BTR-MD
 (novembre 2020).
Si vous disposez d'ouvrages ou d'articles de référence ou si vous connaissez des sites web de qualité traitant du thème abordé ici, merci de compléter l'article en donnant les références utiles à sa vérifiabilité et en les liant à la section « Notes et références ».
BTR-MD est un véhicule blindé de transport de troupes amphibie et aéroporté en service au sein des troupes aéroportées de la fédération de Russie. Sa principale caractéristique est de pouvoir être parachuté par largage aérien.

## Développement

### BTR-MD
Le BTR-MD a été développé sur la base du BMD-3, mais sans tourelle et avec un châssis légèrement plus grand. Il vise à remplacer complètement le BTR-D pour fournir aux VDV un véhicule aérolargable capable d'effectuer un nombre varié de missions souvent de support. Le BTR-MD a été créé avec une capacité amphibie pour pouvoir être proposé aux unités d'infanterie de marine. Les premiers véhicules ont été reçus par l'armée russe au cours de l'année 2013, cependant très peu de véhicules furent construits pour se concentrer sur la production de sa version améliorée le BTR-MDM.

### BTR-MDM
Développé sur la base de BMD-4M le BTR-MDM a reçu le même type d'améliorations principalement une meilleure motorisation, transmission et une fiabilité améliorée. Comme c'est un développement connexe au BMP-3 et au BMD-4 la BTR-MDM réutilise beaucoup de pièces de ces derniers comme le moteur diesel UTD-29. L'armée russe a réceptionné une première commande de 12 BTR-MDM en mars 2015 à des fins de test et le véhicule a été adopté officiellement en 2016. Contrairement à son prédécesseur, le MDM a été mis en production et la Russie possédait déjà entre 80 et 100 véhicules en 2017 à peine 1 an après sa mise en service.

## Caractéristiques

### BTR-MD
Il est plus grand que son prédécesseur, offrant plus de place aux passagers. La sortie se fait soit par l'arrière soit par le dessus et il peut emporter jusqu'à 2 000 kg d'équipement. Son équipage est de deux personnes et il peut transporter 13 soldats. L'équipage est situé à l'avant du véhicule, les passagers au milieu en rang deux par deux et le moteur à l'arrière. Des écoutilles sont installées sur les cotes pour permettre aux passagers d'utiliser leurs armes personnelles. Il est propulsé par un moteur diesel 2V-06-2 de 450 chevaux. Son faible poids lui permet d'être facilement transporté par les airs, un Il-76 peut en accueillir deux dans sa soute et il peut même être transporté dans la soute d'un Mi-26.
Comme le BTR-D son blindage est fait d'aluminium et donc très faible, il ne résiste qu'aux armes légères et aux éclats d'artillerie, il est néanmoins équipé pour résister aux retombées des armes NRBC. Une tourelle téléopéré qui est équipé d'un fusil mitrailleur de 7,62 mm est installé à l'avant du véhicule.

### BTR-MDM
Il y a peu de différences entre les deux versions. Elles se situent principalement au niveau de la mobilité avec un meilleur moteur développant 500 chevaux, une meilleure transmission ainsi que des suspensions renforcés ce qui permet au BTR-MDM de franchir des obstacles plus imposants. Le but étant également d'unifier les pièces détachées pour une logistique moins complexe beaucoup de pièces du BMP-3M ont été réutilisés.
Un deuxième fusil-mitrailleur a été installé sur le toit, mais celui-ci n'est pas téléopéré.
Les caractéristiques de protection, de transport, de poids, de taille et de la charge utile restent inchangés.

## Photographies

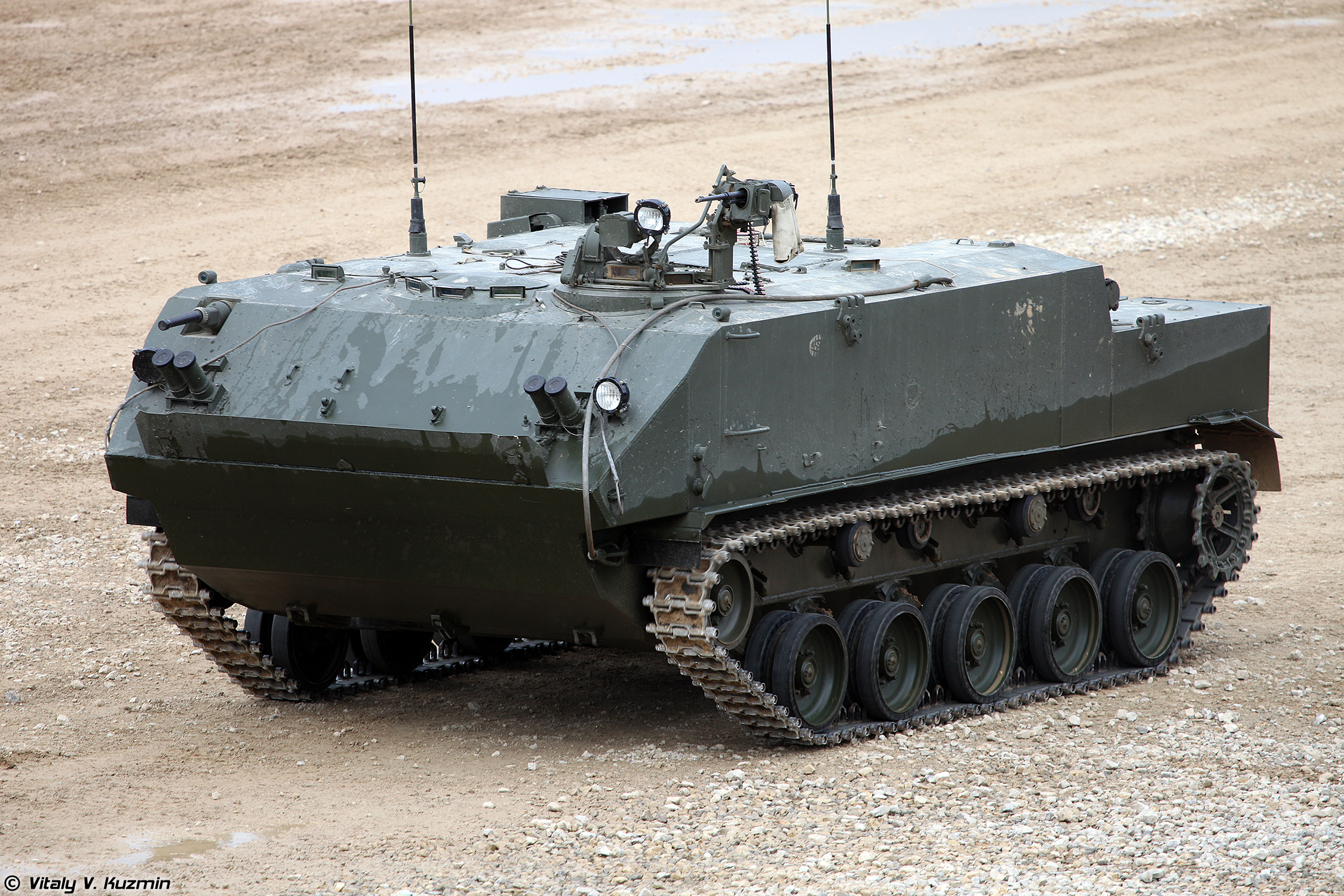
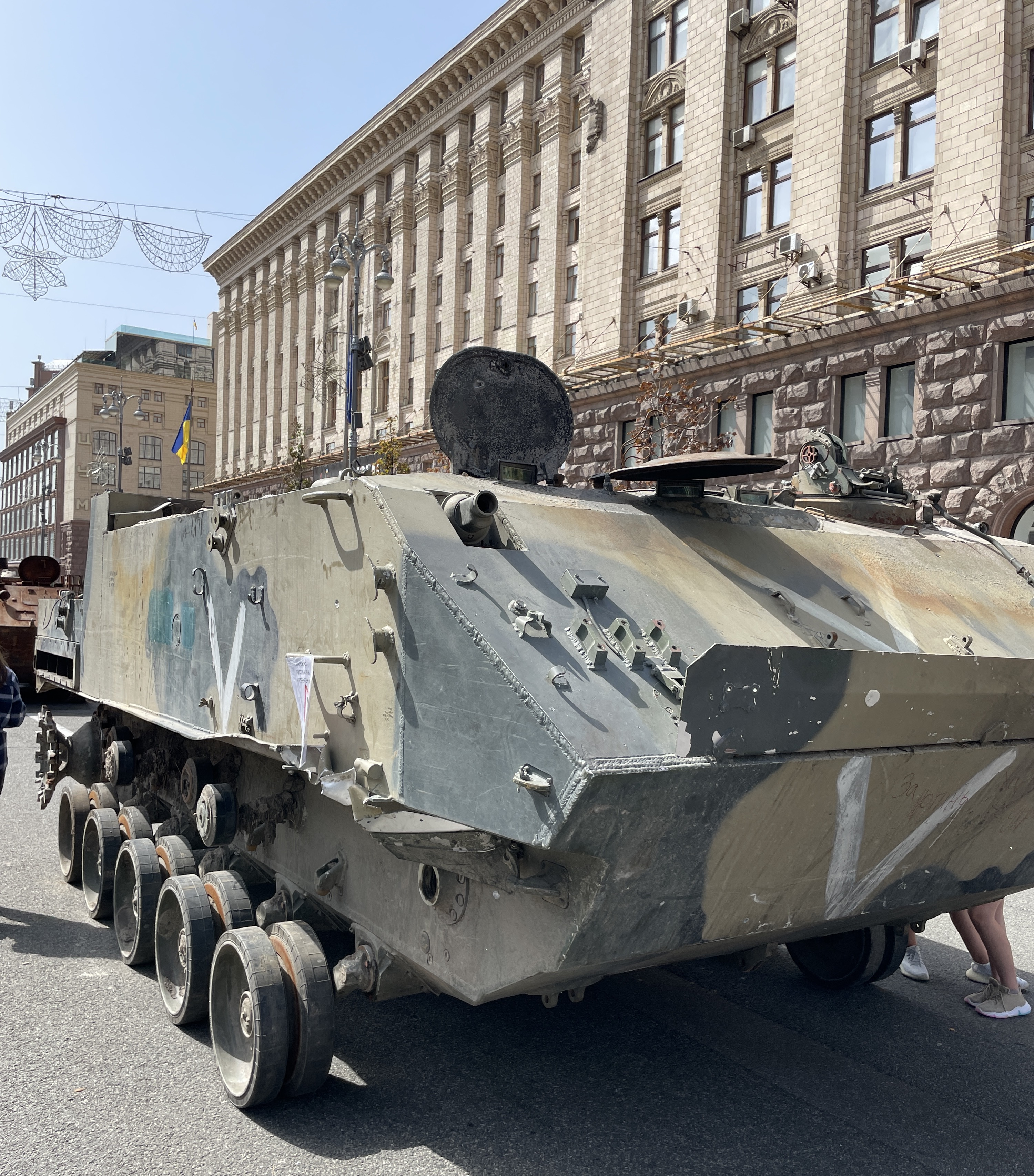
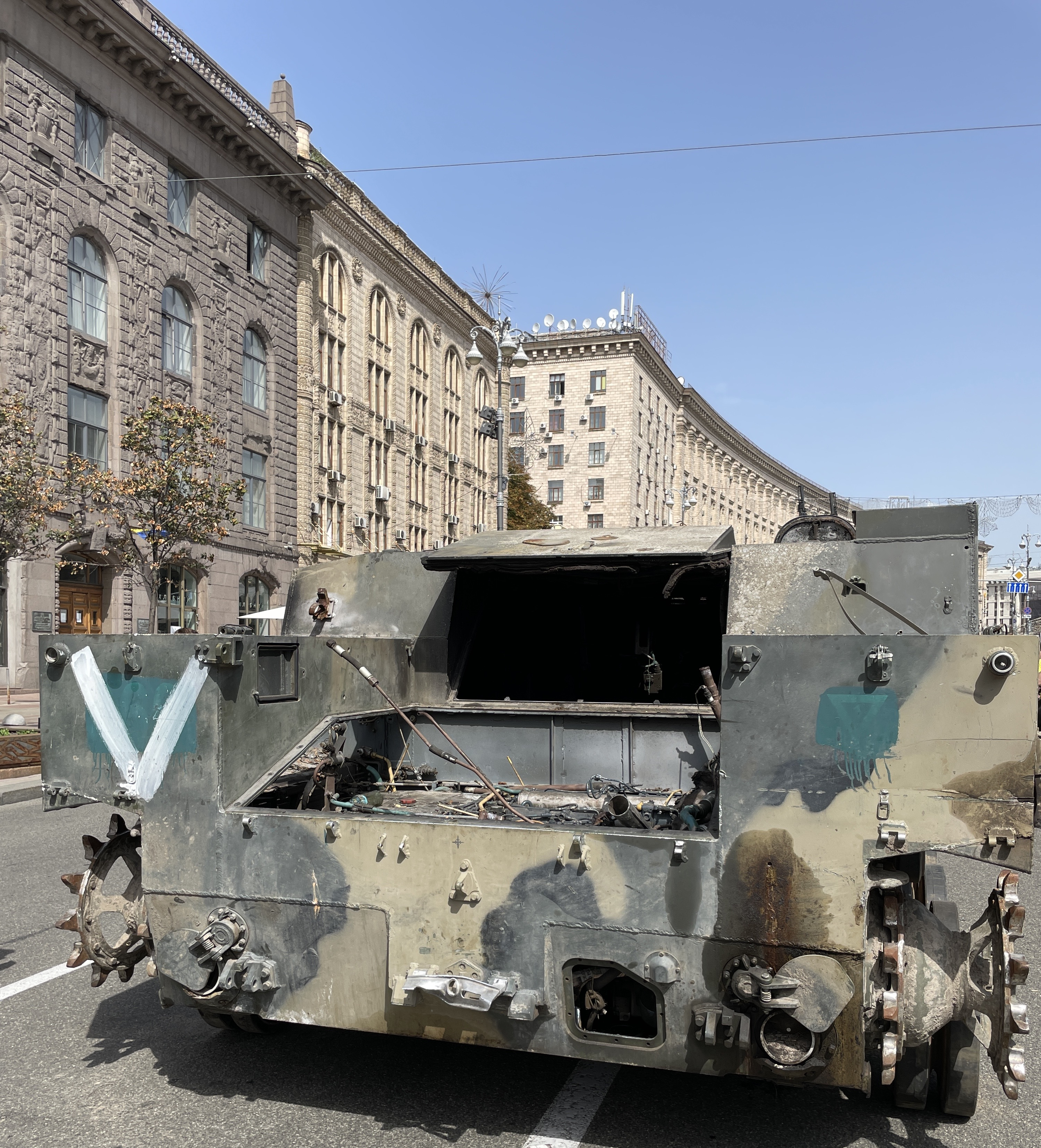
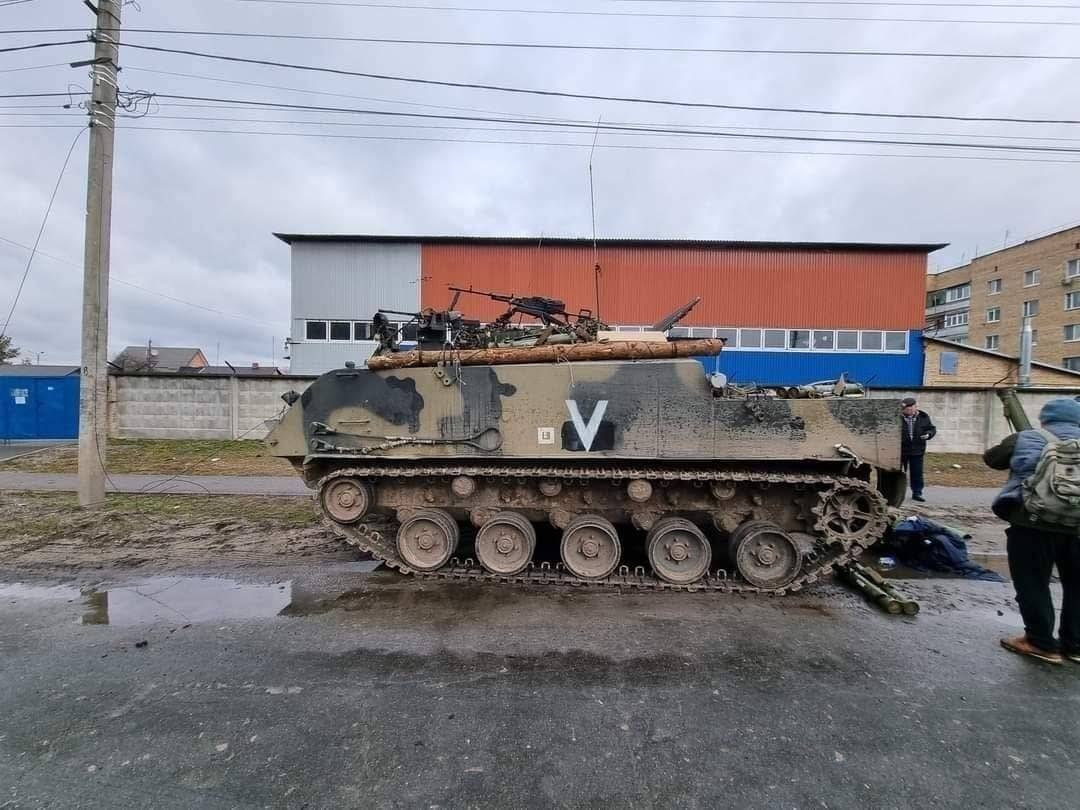

## Variantes
- BMM-D1 - Ambulance
- BMM-D2 - Ambulance
- RKhM-5M  - Reconnaissance
- BTR-MDM - Version améliorée

## Opérateurs
- Russie -  Troupes aéroportées : 
  - 54 blindés en service en 2018.
  - 122 blindés en service en 2022.